# Ischiolepta horrida
Ischiolepta horrida är en tvåvingeart som beskrevs av Papp 1973. Ischiolepta horrida ingår i släktet Ischiolepta och familjen hoppflugor. Inga underarter finns listade i Catalogue of Life.